# 矮大叶藻
矮大叶藻（学名：Zostera japonica）又名矮大葉藻，为大葉藻科大叶藻属下的一个种，被選為世界自然基金會的海洋十寶之一。

## 扩展阅读
- 維基物種上的相關：矮大叶藻